# Евер (Біблія)
Евер (івр. עֵבֶר, Ебер, «Мандрівник», «той, що перейшов річку») — батько Йоктана та  Пелега, сина Шелаха, праправнука Ноя, правнука Сима (Бут. 11:11-17). Прожив 464 роки, і помер коли патріарх Яків  вже мав 20 років, що відповідає 1817 році до н. е. У 34 роки став батьком Пелега та мав також інших дітей (Бут. 11:19).
У перекладах Біблії, що походять від Септуаґінти, Евер прожив 404 роки. Сучасні переклади Біблії однак зроблені з Мазоретських текстів написаних івритом. За часів Евера пройшов поділ та розсіяння народів. Це були часи падіння Вавилонської вежі.
У єврейській традиції, Ебер, правнук Сима, відмовився допомогти при будівництві Вавилонської вежі, тому його мова не була змішана. Він і його сім'я зберегли оригінальну людську мову, іврит — мова імені Ебер (англ. "Eber", "Heber" чи "Hebrew"), також звана лат. lingua humana.
Могила Евера знаходиться у Цфаті.